# Vruchten en wijnglas
Vruchten en wijnglas is een olieverf op doek uit 1659 van de Nederlandse kunstschilder Willem van Aelst (Delft 1626 - Amsterdam 1683). Het behoort tot de collectie van het Koninklijk Museum voor Schone Kunsten Antwerpen.

## Context
De stillevens van Willem Van Aelst zijn meestal opgebouwd uit luxueuze producten, veelal mineralen. Ondanks het geraffineerde karakter zijn de schilderijen op mensenmaat. De composities doen steeds reëel aan en dragen van dichtbij een grote illusie van echtheid met zich mee. Van Aelst slaagde er steeds in zowel de tast als het zicht van de toeschouwer te prikkelen. Dat deed hij ook in Vruchten en wijnglas; in de meervoudige weerkaatsing van het glas verwerkte hij optische trucs. Deze maken het werk in de woorden van Christine Van Mulders, medewerker aan het KMSKA, “een nog uitdagendere en levendige ervaring voor het oog van de toeschouwer”.
Van Aelst’ stillevens kaderen in de midden-zeventiende-eeuwse stillevens van de Haarlemse school. Naast de kleurrijke, descriptieve, ietwat archaïsche Vlaamse ‘ontbijtjes’ van Jacob van Es, Osias Beert en Clara Peeters ontwikkelde deze school ca. 1625-1630 een vernieuwde stijlevolutie. Schilders die hier aan de basis van lagen waren Willem Heda en Pieter Claesz. De nieuwe stijl werd gekenmerkt door een meer realistische en vrije compositie met het ‘monochrome banket’. Daarin zijn de uniforme (monochrome) grijsbruine tonen van de gegroepeerde objecten en de diagonale opbouw typisch. De stijl interesseerde zich in de Antwerpse stijl vanaf de 1630’s, zo getuigen enkele monochrome banketten van David Teniers II. Jan Davidsz. De Heem lag aan de basis van deze Antwerpse tendens.

## Beschrijving
In Vruchten en wijnglas valt meteen de eenvoudige, maar evenwichtig samengestelde compositie op.
Centraal op tafel schilderde Van Aelst een halfgevulde roemer met witte wijn. In het grote glas is de weerspiegeling van een raam met uitzicht op (Amsterdamse?) huisgevels zichtbaar, dat op zijn beurt de tafel belicht. De weerkaatsing is dus drievoudig: van links naar rechts en door de vloeistof heen, nog eens omgekeerd. Ook is de donkere gestalte van de kunstenaar zichtbaar. Deze houdt in zijn hand een palet en kwast. Dit is een oud motief. Jan van Eyck paste het toe in het Arnolfiniportret (National Gallery London, 1432) door middel van een spiegel met zijn beeltenis erin. Van Aelst’s zelfportret in het glas duidt er op dat hij trots was op het geleverde werk. Dit blijkt ook uit de sierlijke gouden signatuur in de rechter benedenhoek.
Voor de roemer (links voor de toeschouwer) schilderde deze een zilveren schaal met perziken en kastanjes. Rechts hiervan stapelde hij witte en blauwe druiventrossen, waarvan de kronkelende wijnranken tot aan de gordijnen rijken, af. Deze verbinden de voor- en achtergrond. Achter de tafel hangt dus een gordijn, oftewel een draperie in damast met koorden en kwasten. Tussen dit alles schilderde Van Aelst enkele vlinders; een dagpauwoog vliegt op, twee anderen, een bont zandoogje en een distelvlinder, blijven op de wijnrank en bladen zitten. Op een van de overrijpe perziken zit een vlieg en over een van de wijnbladen in de rechter benedenhoek kruipt een slak.
Uiteraard hebben de rottende perziken, druiven en aangevreten perzik- of eucalyptusblaadjes een betekenis. Ze symboliseren het vergankelijke. Volgens C. Mulders staan ook de weerkaatsingen in het glas voor de schijn en vluchtigheid van het aardse leven. Dit alles kadert in de vanitas-gedachte. Daarnaast is er ook een christelijke symboliek in het werk aanwezig. Zo zouden de wijn en de druiven naar de eucharistie verwijzen. De vlinders en noten verwijzen dan weer naar de verrijzenis en daar aan voorafgaande kruisdood van Christus. Dit alles stelt dus het menselijke tegenover het hogere, goddelijke wezen van Christus. Maar terzelfder tijd toont het stilleven ook wel dat deze vergankelijke schepping een feest voor het oog is.
Opvallend zijn de heldere kleuren. Deze voorkeur hield de kunstenaar wellicht over aan zijn verblijven in Italië en Frankrijk. Hierdoor, en door het illusionistisch vakmanschap beschouwen kunstwetenschappers het werk als een meesterwerk. De dynamische compositie met diagonale lijnen en duidelijke belichting is kenmerkend voor zijn latere bloemstillevens. Qua compositie en voorwerpen komt het werk sterk overeen met een Berlijns werk uit datzelfde jaar (Staatliche Museen, cat. nr. 975). Het Berlijnse werk bevat echter meer pronkelementen. Daar schilderde Van Aelst ook een nautilusschelp, een zilveren sierkan en voorzag hij de roemer van een bekerschroef.
Het werk vertoont enkele overeenkomsten met dat van Jan Davidsz. De Heem. Net als hem plaatste Van Aelst zijn voorwerpen relatief hoog in beeld. Op die manier bekwam hij de grotendeels zichtbare tafel met rode kleed. Het is duidelijk dat Van Aelst aanvankelijk beïnvloed werd door De Heem, maar na verloop van tijd zijn eigen stijl ontwikkelde. Hij had namelijk – in tegenstelling tot De Heem – een voorkeur voor heldere, koele kleuren. In dat kleurgebruik, maar ook in de asymmetrische en diagonale compositie, kon Van Aelst rekenen op veel aanhang.

## Materiële aspecten

### Afmetingen
- 81 × 66 cm (Dagmaat)
- 83 × 68,5 cm (Volledig)
- 103 × 88 × 6 cm, 10,2 kg (Inclusief lijst)

### Signaturen
- Guillmo van Aelst 1659
  - Plaats: recto, rechtsonder
  - Type: handschrift
  - Lettertype: onderkast met beginkapitaal
  - Auteur: Willem van Aelst
  - Datum: 1659

## Provenance
De Belgische medicus, mineraloog, verzamelaar en kunsttheoreticus Francois-Xavier de Burtin (1743-1818) is een van de vorige eigenaars van Vruchten en wijnglas. Hij schreef in 1808 een handleiding voor kunstkenners. Daarin schreef hij dat hij de grootste moeite had in het bezit van het werk te komen: 
“Guillaume van Aelst, peintre vraiment étonnant des choses inanimées, et dans ce cas, m'a causé bien des recherches, avant que j'aie pu le faire entrer dans ma liste des prix; parce que ses grandes compositions sont si rares, que je n'en ai pu trouver aucune dans les catalogues plus modernes: tandis que, dès l'année 1678, ses bonnes compositions se vendoient déjà en Hollande jusqu'a 400 florins.” 
Na het overlijden van de Burtin in 1818 kwam Vruchten en wijnglas terecht in twee Schotse privécollecties. Het was in 1877 in Parijs, waar KMSKA-conservator Kempeneers het toevallig zag. De kunsthandelaar John H. Moule zag de gretigheid van de conservator om het stuk te verkrijgen en vroeg een tamelijk hoge prijs. Daarop gaf Kempeneers aan ook al andere goede stillevens in de collectie te hebben en te twijfelen over het signatuur dat hij in die vorm niet kende. Dit kan echter alleen een manier geweest zijn om de prijs te drukken, want het schilderij werd vervolgens zonder veel verdere discussie aangeschaft. Het bevindt zich vandaag nog steeds in het Koninklijk Museum voor Schone Kunsten Antwerpen.